# 大佛旅馆

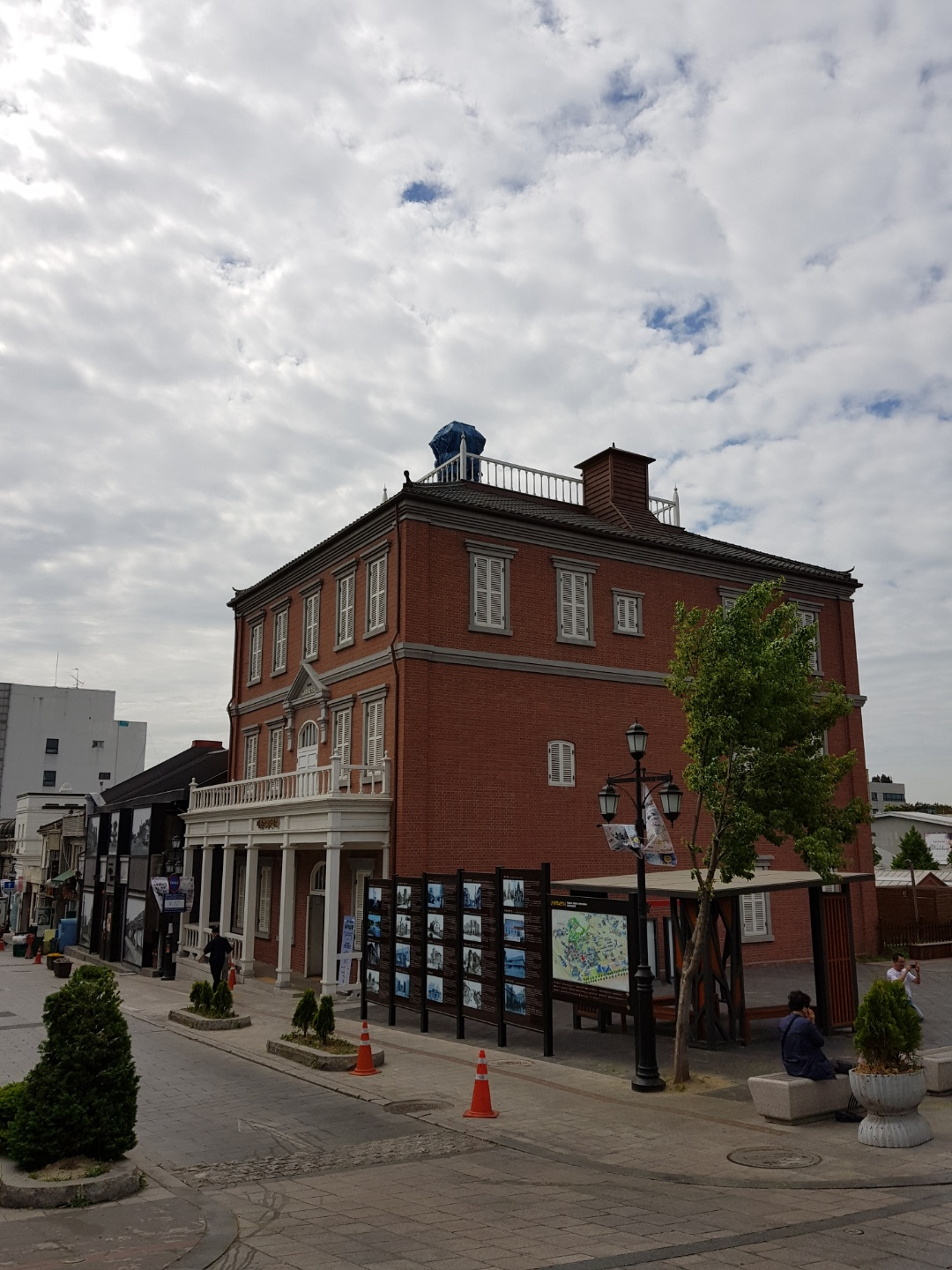
2018年重建后的大佛旅馆。

大佛旅馆（韓語：대불호텔）是一家曾位于韩国仁川广域市中区的旅馆。建于1884年的大佛旅馆被认为是韩国第一家西式旅馆。 原建筑已于1978年拆除。目前，重建后的大佛旅馆作为展览馆向公众开放。

## 历史
大佛旅馆始建于1884年，最初为一座日式两层木制建筑。1888年，由于缺少接待外国顾客的设施，重建为三层西式建筑。由日本航运企业家堀久太郎负责经营。
由于1899年京仁线开通后住宿客减少，旅馆于1907年停止营业。1918年，赖绍晶等人接手大佛旅馆，改为经营中国料理，取名“中华楼”，一直营业至20世纪70年代初期。1978年大佛旅馆被拆除时，其已被作为出租屋使用。

## 重建
2011年，在大佛旅馆原址上建设商业大楼时，韩国文化财厅建议对其遗址进行保护。仁川中区政府进行了大佛旅馆重建计划，但遭到部分市民团体反对，市民团体称“在没有彻底的历史考证的情况下重建文化遗产是浪费预算”。但大佛旅馆重建工程最终还是于2018年完工。 
目前，展览馆1号馆展示大佛旅馆的历史，2号馆展示20世纪60至70年代仁川中区的生活文化相关内容。